# Carl Esmond
Carl Esmond, född Karl Simon 14 juni 1902 i Wien, Österrike-Ungern, död 4 december 2004 i Brentwood, Los Angeles, Kalifornien, var en österrikisk skådespelare, som från slutet av 1930-talet var verksam i USA. Han var utbildad vid Universität für Musik und darstellende Kunst Wien. Under sin tidiga skådespelarkarriär i Österrike använde han namnet Willy Eichberger.

## Filmografi (i urval)
- 1933 – Din för evigt
- 1938 – Nattens eskader
- 1941 – Sergeant York
- 1944 – En hjältes liv
- 1944 – I skuggan av ett tecken
- 1945 – För evigt din
- 1945 – Hennes höghet och hotellpojken
- 1945 – Utan kärlek
- 1946 – Min fru tar semester
- 1947 – Vinddriven
- 1965 – Sabotören